# فيانا دو كاستيلو

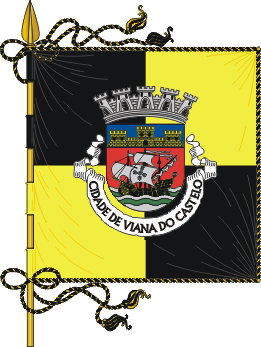
شعار البلدية

فيانا دو كاستيلو (Viana do Castelo) مدينة وبلدية تقع في مقاطعة فيانا دو كاستيلو شمال البرتغال .

## المناخ
يظهر الجدول التالي التغييرات المناخية على مدار السنة لفيانا دو كاستيلو:
| البيانات المناخية لـفيانا دو كاستيلو | البيانات المناخية لـفيانا دو كاستيلو | البيانات المناخية لـفيانا دو كاستيلو | البيانات المناخية لـفيانا دو كاستيلو | البيانات المناخية لـفيانا دو كاستيلو | البيانات المناخية لـفيانا دو كاستيلو | البيانات المناخية لـفيانا دو كاستيلو | البيانات المناخية لـفيانا دو كاستيلو | البيانات المناخية لـفيانا دو كاستيلو | البيانات المناخية لـفيانا دو كاستيلو | البيانات المناخية لـفيانا دو كاستيلو | البيانات المناخية لـفيانا دو كاستيلو | البيانات المناخية لـفيانا دو كاستيلو | البيانات المناخية لـفيانا دو كاستيلو |
| الشهر                                | يناير                                | فبراير                               | مارس                                 | أبريل                                | مايو                                 | يونيو                                | يوليو                                | أغسطس                                | سبتمبر                               | أكتوبر                               | نوفمبر                               | ديسمبر                               | المعدل السنوي                        |
| ------------------------------------ | ------------------------------------ | ------------------------------------ | ------------------------------------ | ------------------------------------ | ------------------------------------ | ------------------------------------ | ------------------------------------ | ------------------------------------ | ------------------------------------ | ------------------------------------ | ------------------------------------ | ------------------------------------ | ------------------------------------ |
| الدرجة القصوى °م (°ف)                | 24.0 (75.2)                          | 25.0 (77.0)                          | 30.5 (86.9)                          | 31.6 (88.9)                          | 35.6 (96.1)                          | 38.6 (101.5)                         | 38.0 (100.4)                         | 39.5 (103.1)                         | 36.4 (97.5)                          | 32.6 (90.7)                          | 26.2 (79.2)                          | 24.6 (76.3)                          | 39.5 (103.1)                         |
| متوسط درجة الحرارة الكبرى °م (°ف)    | 14.6 (58.3)                          | 15.5 (59.9)                          | 17.9 (64.2)                          | 18.5 (65.3)                          | 20.7 (69.3)                          | 24.5 (76.1)                          | 26.3 (79.3)                          | 26.4 (79.5)                          | 24.8 (76.6)                          | 20.9 (69.6)                          | 17.4 (63.3)                          | 15.2 (59.4)                          | 20.2 (68.4)                          |
| المتوسط اليومي °م (°ف)               | 9.8 (49.6)                           | 10.5 (50.9)                          | 12.7 (54.9)                          | 13.7 (56.7)                          | 15.9 (60.6)                          | 19.2 (66.6)                          | 20.8 (69.4)                          | 20.8 (69.4)                          | 19.2 (66.6)                          | 16.1 (61.0)                          | 12.8 (55.0)                          | 10.8 (51.4)                          | 15.2 (59.3)                          |
| متوسط درجة الحرارة الصغرى °م (°ف)    | 4.9 (40.8)                           | 5.5 (41.9)                           | 7.4 (45.3)                           | 8.8 (47.8)                           | 11.1 (52.0)                          | 13.9 (57.0)                          | 15.3 (59.5)                          | 15.1 (59.2)                          | 13.7 (56.7)                          | 11.2 (52.2)                          | 8.1 (46.6)                           | 6.4 (43.5)                           | 10.1 (50.2)                          |
| أدنى درجة حرارة °م (°ف)              | −3.9 (25.0)                          | −2.8 (27.0)                          | −3.7 (25.3)                          | −0.4 (31.3)                          | 0.8 (33.4)                           | 5.5 (41.9)                           | 9.0 (48.2)                           | 8.0 (46.4)                           | 7.0 (44.6)                           | 2.4 (36.3)                           | −1.2 (29.8)                          | −5.1 (22.8)                          | −5.1 (22.8)                          |
| المصدر:                              |                                      |                                      |                                      |                                      |                                      |                                      |                                      |                                      |                                      |                                      |                                      |                                      |                                      |

## توأمة
لفيانا دو كاستيلو اتفاقيات توأمة مع كل من:
- ريوم
- لانكستر
- أفيرو
- لوغو
- Portugal Cove–St. Philip's [الإنجليزية]‏

## أعلام
- أندريه موريرا
- كارلوس سانتوس
- تياغو مينديز
- مانويل أنطونيو غوميز
- آنا باروس
- روجيريو غونسالفيس